# Лаптюг
Лаптю́г (рос. Лаптюг) — селище у складі Кічменгсько-Городецького району Вологодської області, Росія. Входить до складу Кічмензького сільського поселення.

## Населення
Населення — 187 осіб (2010; 304 у 2002).
Національний склад (станом на 2002 рік):
- росіяни — 100 %